# Nymphaster arenatus
Nymphaster arenatus är en sjöstjärneart som först beskrevs av Perrier 1881.  Nymphaster arenatus ingår i släktet Nymphaster och familjen ledsjöstjärnor. Inga underarter finns listade i Catalogue of Life.